# 利多比奇 (紐約州)
利多比奇（英語：Lido Beach）是位於美國紐約州拿騷縣的普查規定居民點。

## 人口
根據2020年美國人口普查的數據，利多比奇的面積為11.45平方千米，當中陸地面積為4.38平方千米，而水域面積為7.07平方千米。當地共有人口2719人，而人口密度為每平方千米237.47人。